# Constitución cubana de 1976
La Constitución cubana de 1976 (nombre oficial: Constitución de la República de Cuba) fue la norma jurídica suprema (o máxima) del ordenamiento jurídico de la República de Cuba.
Se redacta durante el proceso histórico denominado Revolución cubana, que tiene lugar como consecuencia del golpe de Estado del 10 de marzo de 1952. Después de 1961 con la declaración del carácter socialista de la Revolución Cubana, se toman medidas para la transformación de la República en un estado socialista. En 1972 se crea la Comisión de Estudios Jurídicos del Comité Central del Partido Comunista de Cuba, con el fin de encontrar las bases para acometer la redacción de una Constitución socialista. La Constitución de 1976 fue derogada el 10 de abril de 2019, cuando la Asamblea Nacional del Poder Popular de Cuba, en sesión solemne proclamó y puso en vigor la Constitución de 2019.

## Historia

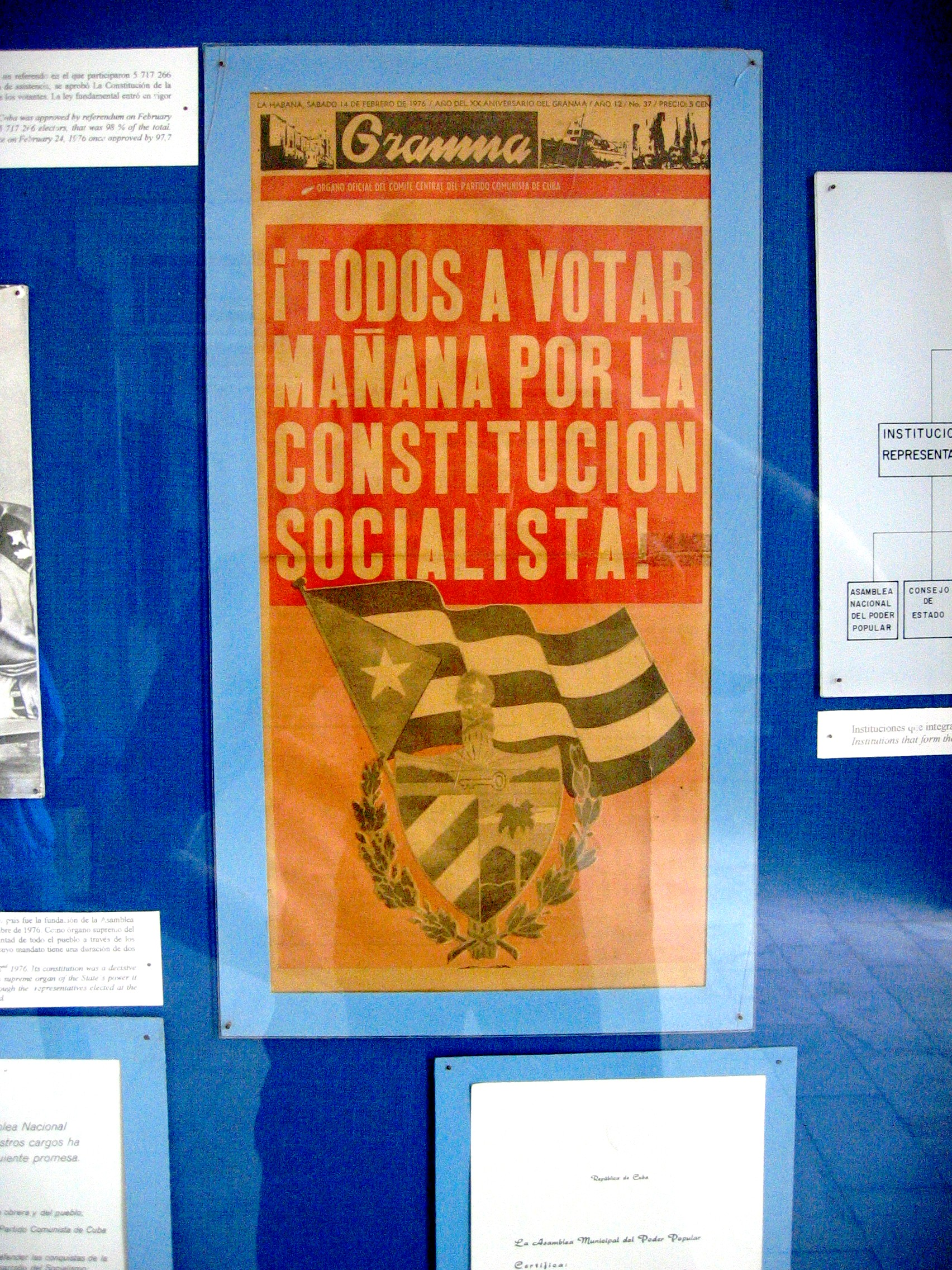
Portada del diario Granma del 14 de febrero de 1976, llamando a votar Sí en la consulta popular sobre la nueva constitución.

La historia de la constitución cubana de 1976 empieza en 1972 cuando se crea la Comisión de Estudios Jurídicos del Comité Central del Partido Comunista de Cuba, para buscar las bases para redactar una nueva constitución. El 22 de octubre de 1974, el Comité Ejecutivo del Consejo de Ministros y el Buró Político del Partido Comunista de Cuba, en una reunión conjunta, adoptaron crear una comisión mixta del Partido y del Gobierno con el objetivo de preparar y redactar un anteproyecto de constitución.
La comisión redactora quedó constituida el 23 de octubre de 1974. Efectuó su primera reunión de trabajo el día 28 de octubre, en la cual se crearon cuatro grupos de trabajo y una comisión de estilo. En un mes, cada grupo de trabajo entregó sus propuestas, y luego fue discutido el texto completo; el 24 de febrero de 1975 quedó terminado el anteproyecto y fue entregado a Fidel Castro Ruz, Primer Secretario del Comité Central del Partido Comunista de Cuba.
Durante ese mismo año tuvo lugar el proceso de discusión pública del anteproyecto, ella participaron 6.216.981 personas que propusieron 12.883 modificaciones, 2.343 adiciones de contenido constitucional, así como 84 solicitudes de aclaraciones; no se debe confundir dicho proceso con el posterior referendo nacional al cual fue sometido el anteproyecto, ya bajo la forma de proyecto oficial.
El 29 de diciembre de 1975 fue promulgada la Ley n.º 1299, Ley de Referendo, para someter a la aprobación popular los proyectos de Constitución y de la Ley de Tránsito Constitucional, y se fija para el 15 de febrero de 1976 la fecha para su celebración, a la vez que se establecía que el Consejo de Ministros designara a la Comisión Nacional de Referendo, la cual contaría con comisiones provinciales, regionales, municipales y una comisión especial.
El 15 de febrero de 1976, tuvo lugar la consulta popular con un resultado favorable a ambos documentos, ya que de un total de 5.717.266 electores, ejercieron el voto 5.602.973 para un 98% de asistencia a las urnas. De ellos 5.473.534 dijeron SI, o sea un 97,7% de los que votaron, y 54.070 dijeron NO, el 1%. Asimismo, 44.221 votaron en blanco (el 0,8%) y hubo 31.148 boletas anuladas (el 0,5%). No ejercieron su derecho al voto 114.293 electores (el 2%). El 24 de febrero de 1976, fue proclamada esta Constitución en acto solemne y público celebrado en el Teatro "Carlos Marx" en la ciudad de La Habana. La Constitución de 1976 fue derogada el 10 de abril de 2019, cuando la Asamblea Nacional del Poder Popular en sesión solemne, proclamó y puso en vigor la nueva Constitución de la República de 2019.

## Composición y Características
Se compone de una Nota, un Preámbulo, 137 artículos, divididos en 15 Capítulos y una Disposición Especial.

### Preámbulo
NOSOTROS, CIUDADANOS CUBANOS, herederos y continuadores del trabajo creador y de las tradiciones de combatividad, firmeza, heroísmo y sacrificio forjadas por nuestros antecesores:
- por los aborígenes que prefirieron muchas veces el exterminio a la sumisión.
- por los esclavos que se rebelaron contra sus amos.
- por los que despertaron la conciencia nacional y el ansia cubana de patria y libertad.
- por los patriotas que en 1868 iniciaron las guerras de independencia contra el colonialismo español y los que en el último impulso de 1895 las llevaron a la victoria de 1898, que les fuera arrebatada por la intervención y ocupación militar del imperialismo yanqui.
- por los obreros, campesinos, estudiantes e intelectuales que lucharon durante más de cincuenta años contra el dominio imperialista, la corrupción política, la falta de derechos y libertades populares, el desempleo y la explotación impuesta por capitalistas y terratenientes.
- por los que promovieron, integraron y desarrollaron las primeras organizaciones de obreros y de campesinos, difundieron las ideas socialistas y fundaron los primeros movimientos marxista y marxista-leninista.
- por los integrantes de la vanguardia de la Generación del Centenario del natalicio de Martí, que nutridos por su magisterio nos condujeron a la victoria revolucionaria popular de Enero.
- por los que, con el sacrifico de sus vidas, defendieron la Revolución contribuyendo a su definitiva consolidación.
- por los que masivamente cumplieron heroicas misiones internacionalistas.

GUIADOS por el ideario de José Martí y las ideas político-sociales de Marx, Engels y Lenin.
APOYADOS en el internacionalismo proletario, en la amistad fraternal, la ayuda, la cooperación y la solidaridad de los pueblos del mundo, especialmente los de América Latina y del Caribe.
DECIDIDOS a llevar adelante la Revolución triunfadora del Moncada y del Granma, de la Sierra y de Girón encabezada por Fidel Castro que, sustentada en la más estrecha unidad de todas las fuerzas revolucionarias y del pueblo, conquistó la plena independencia nacional, estableció el poder revolucionario, realizó las transformaciones democráticas, inició la construcción del socialismo y, con el Partido Comunista al frente, la continúa con el objetivo final de edificar la sociedad comunista.
CONSCIENTES de que los regímenes sustentados en la explotación del hombre por el hombre determinan la humillación de los explotados y la degradación de la condición humana de los explotadores. De que sólo en el socialismo y el comunismo, cuando el hombre ha sido liberado de todas las formas de explotación: de la esclavitud, de la servidumbre y del capitalismo, se alcanza la entera dignidad del ser humano; y de que nuestra Revolución elevó la dignidad de la patria y del cubano a superior altura.
DECLARAMOS nuestra voluntad de que la ley de leyes de la República esté presidida por este profundo anhelo, al fin logrado, de José Martí:
"Yo quiero que la ley primera de nuestra República sea el culto de los cubanos a la dignidad plena del hombre".

ADOPTAMOS por nuestro voto libre, mediante referendo, la siguiente:
Constitución

### Fundamentos Políticos, Sociales y Económicos del Estado
El primer capítulo (artículos 1.º al 27.º), establece una serie de principios elementales de un Estado de derecho,  el estado socialista, las formas de propiedad (estatal, mixta, cooperativa y personal), el nombre del país, el idioma oficial, la capital del país, los símbolos nacionales, la soberanía nacional, la función del Partido Comunista de Cuba y el apoyo que brinda el Estado a la Unión de Jóvenes Comunistas de Cuba y a las organizaciones de masas y sociales, surgidas en el proceso histórico de las luchas del pueblo cubano.

### Ciudadanía y Extranjera
El segundo capítulo (artículos 28.º al 33.º), establece las vías de obtener la ciudadanía cubana, la pérdida y recuperación de la misma. No admite la doble ciudadanía ni la privación del derecho a cambiar de esta.
El tercer capítulo (artículo 34.º), establece los derechos y deberes de los extranjeros residentes en el territorio de la República, tales como:
- la protección de sus personas y bienes.
- el disfrute de los derechos y el cumplimiento de los deberes reconocidos en esta Constitución, bajo las condiciones y con las limitaciones que la ley fija.
- la obligación de observar la Constitución y la ley.

### Familia, Educación y Cultura e Igualdad
En el cuarto capítulo (artículos 35.º al 38.º), se establece que el Estado protege la familia, la maternidad y el matrimonio, reconoce todos los hijos tienen iguales derechos, sean habidos dentro o fuera del matrimonio. Además de los deberes de los padres con sus hijos y estos con sus padres.
El quinto capítulo (artículos 39.º y 40.º), establece que el Estado orienta, fomenta y promueve la educación, la cultura y las ciencias en todas sus manifestaciones. Estipula que la educación es gratuita y que el Estado estimula y viabiliza la investigación y prioriza la dirigida a resolver los problemas que atañen al interés de la sociedad y al beneficio del pueblo cubano. Además el Estado defiende la identidad de la cultura cubana y vela por la conservación del patrimonio cultural y la riqueza artística e histórica de la nación. Protege los monumentos nacionales y los lugares notables por su belleza natural o por su reconocido valor artístico o histórico.
El sexto capítulo (artículos 41.º al 44.º), establece los derechos conquistados por la Revolución, la igualdad de derechos y deberes, sanciona cualquier tipo de discriminación y cualquier otra lesiva a la dignidad humana. Declara que la mujer y el hombre gozan de iguales derechos en lo económico, político, cultural, social y familiar.

### Derechos, Deberes y Garantías Fundamentales
El séptimo capítulo (artículos 45.º al 66.º), es uno de los más extensos de la Constitución. Se refiere a los derechos y deberes de los ciudadanos como:
- El derecho a un trabajo.
- Establece el descanso a todo el que trabaja, mediante una jornada de 8 horas, el descanso semanal (sábado y domingo) y las vacaciones anuales pagadas.
- El derecho a que se atienda y proteja la salud del ciudadano.
- El derecho a la asistencia social.
- El derecho a la educación.
- El derecho a la educación física, al deporte y a la recreación.
- Libertad de palabra y prensa conforme a los fines de la sociedad socialista.
- Libertad de conciencia y de religión.
- La libertad e inviolabilidad a la persona que reside en el territorio nacional.
- La correspondencia y el domicilio son inviolables. Así como con las comunicaciones cablegráficas, telegráficas y telefónicas.

Además establece que el cumplimiento estricto de la Constitución y de las leyes es deber inexcusable de todos.

### Estado de Emergencia
El octavo capítulo (artículo 67.º), establece las condiciones en que el presidente del Consejo de Estado puede declarar el estado de emergencia, en todo el territorio nacional o en una parte de él.

### Principios de Organización y Funcionamiento de los Órganos Estatales
En el noveno capítulo (artículo 68.º), se establece las reglas que van a regir a los órganos estatales. Dicta que la actividad de los órganos estatales, de los diputados, de los delegados y de los funcionarios la controlan las masas populares y que los elegidos tienen el deber de rendir cuenta de su actuación y pueden ser revocados de sus cargos en cualquier momento.

### Órganos Superiores del Poder Popular
El décimo capítulo (artículos 69.º al 101.º) es que más densidad normativa contiene, en él se establecen los principales órganos legislativos y administrativos de la República de Cuba.
Del artículo 69.º al 87.º se establece que la Asamblea Nacional del Poder Popular es el único órgano con potestad constituyente y legislativa en la República, sus diputados son elegidos por el voto libre, directo y secreto de los electores, por un término de cinco años. La Asamblea elige, de entre sus diputados, al Consejo de Estado, integrado por un Presidente, un Primer Vicepresidente, cinco Vicepresidentes, un Secretario y 23 miembros más. Además se dictan las atribuciones y normas de la misma, así como las de su Presidente.
En el artículo 88.º se regula la iniciativa de la promulgación de leyes.
Del artículo 89.º al 94.º se establece que el Consejo de Estado es el órgano de la Asamblea Nacional que la representa entre uno y otro período de sesiones, ejecuta los acuerdos de esta y cumple las demás funciones que la Constitución le atribuye. Además se dictan las atribuciones y normas de la misma, así como las de su Presidente.
Del artículo 95.º al 100.º se establece el Consejo de Ministros es el máximo órgano ejecutivo y administrativo y constituye el Gobierno de la República. Además se dictan las atribuciones del mismo y debe rendir cuentas a la Asamblea Nacional. El artículo 101.º establece que el Consejo de Defensa Nacional se constituye y prepara desde tiempo de paz para dirigir el país en las condiciones de estado de guerra, durante la guerra, la movilización general o el es-tado de emergencia.

### La División Político Administrativa y Órganos Locales del Poder Popular
El onceno capítulo (artículo 102.º) establece que Cuba se divide en provincias y municipios; el número, los límites y la denominación de los cuales se establece en la ley, además la ley puede establecer, además, otras divisiones.
El capítulo doce (artículos 103.º al 119.º) establece los órganos legislativos, administrativos y de defensa para las divisiones administrativas, así como sus atribuciones. Estos son:
- Las Asambleas Locales(Provinciales y Municipales), son los órganos superiores locales del poder del Estado, y, en consecuencia, están investidas de la más alta autoridad para el ejercicio de las funciones estatales en sus demarcaciones respectivas y ejercen el gobierno. Los cargos en las Asambleas provinciales son por un periodo de 5 años y en las Municipales de dos años y medio
- Los Consejos Populares se constituyen en ciudades, pueblos, barrios, poblados y zonas rurales; están investidos de la más alta autoridad para el desempeño de sus funciones; representan a la demarcación donde actúan y a la vez son representantes de los órganos del Poder Popular municipal, provincial y nacional.
- Los Órganos de Administración que constituyen las Asambleas Provinciales y Municipales funcionan de forma colegiada y su composición, integración, atribuciones y deberes se establecen en la ley. Su presidente es el presidente de la Asamblea.
- Los Consejos de Defensa Provinciales, Municipales y de las Zonas de Defensa se constituyen y preparan desde tiempo de paz para dirigir en los territorios respectivos, en las condiciones de estado de guerra, durante la guerra, la movilización general o el estado de emergencia, partiendo de un plan general de defensa y del papel y responsabilidad que corresponde a los consejos militares de los ejércitos.

### Tribunales y Fiscalías
El capítulo trece (artículos 120.º al 130.º), establece la conformación y atribuciones del Tribunal Supremo Popular, de otros Tribunales que la ley instituye y de la Fiscalía General de la República. Además garantiza que los jueces son independientes y no deben obediencia más que a la ley y los fallos y demás resoluciones firmes de los tribunales, dictados dentro de los límites de su competencia, son de ineludible cumplimiento.

### Sistema Electoral
El capítulo catorce (artículos 131.º al 136.º), garantiza que todos los ciudadanos mayores de 16 años tienen derecho al voto, excepto:
- los incapacitados mentales, previa declaración judicial de su incapacidad.
- los inhabilitados judicialmente por causa de delito.

Además tienen derecho a ser elegidos los ciudadanos mayores de 16 años que se hallen en el pleno goce de sus derechos políticos, fijando que deben ser mayores de 18 años si la elección es para diputados a la Asamblea Nacional. También los miembros de las Fuerzas Armadas Revolucionarias y demás institutos armados tienen derecho a elegir y a ser elegidos, igual que los demás ciudadanos. Los delegados a las Asambleas Provinciales y Municipales se eligen por el voto libre, directo y secreto de los electores.

### Reforma Constitucional
El capítulo quince (artículo 137.º), establece que la Constitución sólo puede ser reformada por la Asamblea Nacional del Poder Popular mediante acuerdo adoptado, en votación nominal, por una mayoría no inferior a las dos terceras partes del número total de sus integrantes, excepto en lo que se refiere al sistema político, social y económico, cuyo carácter irrevocable lo establece el artículo 3 del Capítulo I, y la prohibición de negociar bajo agresión, amenaza o coerción de una potencia extranjera, como se dispone en el Artículo 11.
Si la reforma se refiere a la integración y facultades de la Asamblea Nacional del Poder Popular o de su Consejo de Estado o a derechos y deberes consagrados en la Constitución, requiere, además, la ratificación por el voto favorable de la mayoría de los ciudadanos con derecho electoral, en referendo convocado al efecto por la propia Asamblea.

### Disposición Especial
El pueblo de Cuba, casi en su totalidad, expresó entre los días 15 y 18 del mes de junio del 2002, su más decidido apoyo al proyecto de reforma constitucional propuesto por las organizaciones de masas en asamblea extraordinaria de todas sus direcciones nacionales que había tenido lugar el día 10 del propio mes de junio, en el cual se ratifica en todas sus partes la Constitución de la República y se propone que el carácter socialista y el sistema político y social contenido en ella sean declarados irrevocables, como digna y categórica respuesta a las exigencias y amenazas del gobierno imperialista de Estados Unidos el 20 de mayo del 2002. Lo que fue aprobado por unanimidad de los presentes, mediante el Acuerdo No. V-74 adoptado en sesión extraordinaria de la V Legislatura, celebrada los días 24, 25 y 26 del mes de junio del 2002.